# District d'Alakol
Le district d'Alakol (en kazakh : Алакөл ауданы) est une subdivision administrative située dans l'oblys de Jetyssou au Kazakhstan. Le chef-lieu est Oucharal.

## Géographie
Le district s'étend sur 23 700 km2 au sud-est du pays et est frontalier de la Chine au sud.

## Histoire
Le district faisait partie de l'oblys d'Almaty avant le 8 juin 2022, date à laquelle l'oblys de Jetyssou a été créé.

## Démographie
La population s'élevait à 70 427 habitants en 2013.